# کودکان کار در هند

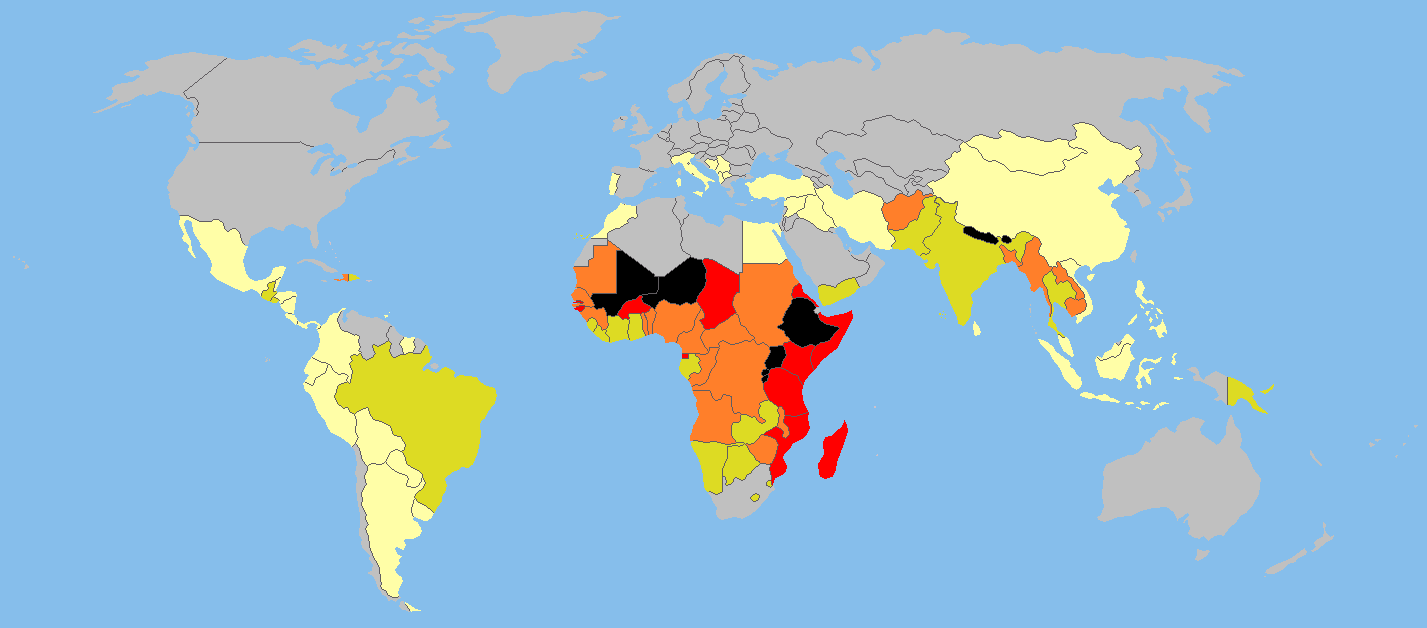
کار کودکان در هند و سایر نقاط جهان در طول سال ۲۰۰۳ در گروه سنی ۱۰–۱۸ سال در هر بانک جهانی، هند با ۱۱٪ تخمین زده شده با سبز با ۱۰–۲۰٪ سطحی از وقایع، کشورهایی که با رنگ قرمز هستند ۳۰٪–۴۰٪ و کشورهایی که با رنگ سیاه هستند (۴۰٪-۱۰۰٪).

کودکان کار در هند (انگلیسی: Child labour in India) آن دسته از کودکان هندی هستند، که نیمه وقت یا تمام وقت درگیر کارهای اقتصادی می‌باشند. بکار گرفتن کودکان در سنین کودکی موجب محروم شدن آنها از گذراندن طبیعی دوران طفولیتشان می‌شود، که هم به رشد بدنی آنها آسیب می‌رساند و هم به رشد ذهنی و روانی آنها. فقر، نبودن مدرسه و عدم رشد اقتصادی علت‌های کلیدی کودکان کار در هند است.

## آمار کودکان کار در هند

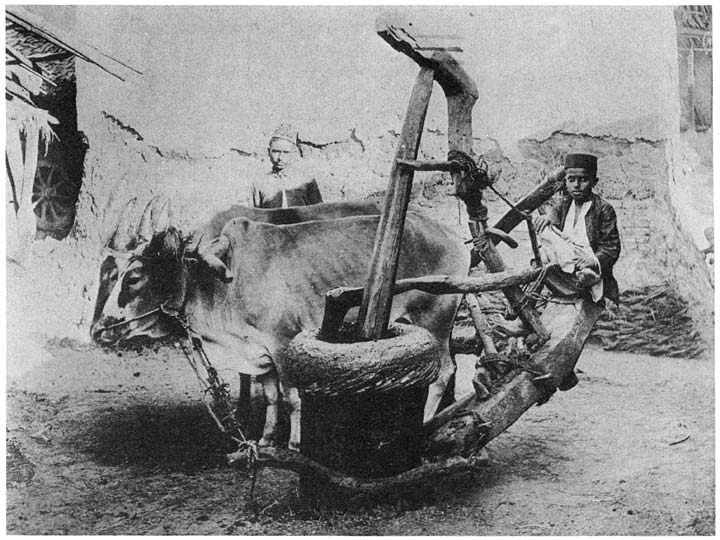
کودکان در اطراف یک چاه نفت

در سال ۱۹۹۸ جمعیت کودکان کار (گروه سنی بین ۴ تا ۱۵ سال) در هند طبق آمار ملی این کشور برابر با ۱۲٫۶ میلیون نفر تخمین زده شد. کل جمعیت کودکان هندی در این سال ۲۵۳ میلیون نفر بود. در سالهای ۲۰۰۹ و ۲۰۱۰ آمار کودکان کار در هند به رقم ۴٫۹۸ میلیون رسید (یا کمتر از ۲ درصد جمعیت کودکان در گروه سنی ۵ تا ۱۴ سال). در سال ۲۰۱۱ جمعیت کودکان کار (گروه سنی بین ۴ تا ۱۵ سال) در هند طبق آمار ملی این کشور برابر با ۴٫۳۵ میلیون نفر تخمین زده شد، کل جمعیت کودکان هند در این سال ۲۵۹٫۶۴ میلیون نفر بود. در هند ۶۴ رشته از صنایع خطرناک تعریف شده‌اند که استخدام کودکان در این نوع صنایع جرم جنائی محسوب می‌گردد. در سال ۲۰۰۱ یک درصد کل کودکان کارگر یا بعبارتی حدود ۱۲۰۰۰۰ کودک در هند در مشاغل خطرناک مشغول کار بودند. قابل توجه اینکه در قانون اساسی هند، در بند ۲۴ حق بنیانی و اساسی، کار کودکان را در کارهای خطرناک (ونه در کارهای غیر خطرناک) ممنوع کرده‌است.

## کودکان کار در سایر نقاط
مشکل کودکان کار منحصر به هند نیست، در کل جهان حدود ۲۱۷ میلیون کودک تمام وقت کار می‌کنند. طبق برآورد یونیسف UNICEF هند با جمعیت زیادی که دارد، بیشترین کارگران زیر ۱۴ سال را داراست، در حالیکه در آفریقای سیاه (قسمت جنوبی آفریقا) بیشترین درصد متقاضیان کار، کودکان هستند..

## رشته‌هایی که کودکان کار را جذب می‌کنند
طبق امار سازمان بین‌المللی کار ۶۰ درصد کودکان کار در کارهای کشاورزی کار می‌کنند، ولی طبق آمار فائو یا سازمان خواربار و کشاورزی ملل متحد ۷۰ درصد کودکان کار، در کارهای کشاورزی یا مشاغل وابسته به آن مشغول هستند.. خارج از کار کشاورزی کودکان کار هندی تقریباً در کلیه رشته‌ها به کار گرفته می‌شوند. شرکتهای تولیدی لباس گپ (Gap) و شرکت پریمارک (Primark) و شرکت چند ملیتی صنایع کشاورزی مونسانتو (Monsanto) به دلیل بکارگیری کودکان مورد انتقاد قرار گرفته‌اند. این کمپانی‌ها ادعا می‌کنند که سیاست آنها بر این است که از فروش تولیدات کودکان کار شدیداً جلوگیری می‌کنند، اما این شرکتها دارای شعبات متفرقه در مناطق مختلف جهان هستند و نمی‌توانند همه آنها را از این بابت کنترل کنند. در سال ۲۰۱۱ شرکت پریمارک پس از سه سال پیگیری، بی‌بی‌سی (BBC) را وادار کرد که اقرار کند که گزارش او در باره بکارگیری کودکان کار هندی توسط این شرکت یک داستان غیرواقعی بوده‌است. بی‌بی‌سی از شرکت پریمارک، تهیه‌کنندگان هندی و بینندگان خود از این بابت عذرخواهی کرد . در ماه دسامبر سال ۲۰۱۴ وزارت کار ایالات متحده لیست کالاهای تولید شده توسط کودکان کار را منتشر کرد که هند در ردیف ۷۴ این لیست قرار داشت، در این لیست کشورهایی قرار داشتند که شرایط کار کودکان در آنها خطرناک بود. در هند در بخش صنایع ۲۳ نوع کالا عمدتاً توسط کودکان کار تولید می‌شوند. علاوه بر قانون اساسی که بکارگیری کودکان در کارهای خطرآفرین را مجاز ندانسته‌است، بسیاری از قوانین دیگر کشور در همین زمینه کار کودکان را ممنوع کرده‌اند.